# Balkány
Balkány è una città di 6 852 abitanti situata nella contea di Szabolcs-Szatmár-Bereg, nell'Ungheria nord-orientale.

## Amministrazione

### Gemellaggi
- Lázári, Romania
- Słopnice, Polonia
- Chlebnice, Slovacchia